# サアドゥーン・ハンマーディー

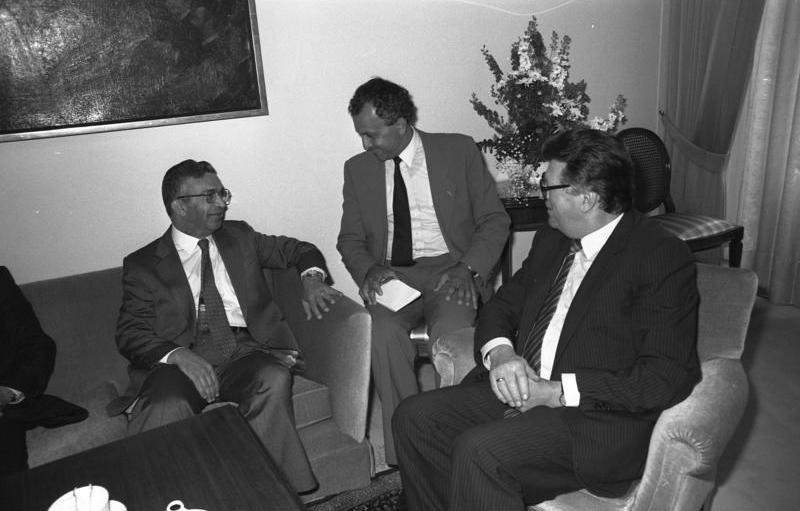
1987年、西ドイツ（当時）にて（左）

サアドゥーン・ハンマーディー（ سعدون حمادي  Saʿdūn Ḥammādī）（1930年6月22日–2007年3月14日）、イラクの元政治家、バアス党幹部である。シーア派イスラム教徒。サッダーム・フセイン政権において、首相（1991）やイラク国民議会議長を務めた。

## 略歴
1930年、カルバラーにて出生。若いうちから政治に関心を持っており、1940年代に早くもバアス党に入党している。1952年にレバノンのベイルート・アメリカン大学に入学し、経済学修士号を取得。アメリカへも留学しており、1956年にはウィスコンシン大学において経済学博士号を授与している。
1958年には国営紙「ジュムフーリーヤ」（共和国）の編集長となり、1968年のバアス党によるクーデター後は、イラク国営石油会社社長に就任し、翌1969年12月には、石油鉱物資源大臣として入閣した。石油相として、イラク石油国有化の決定に関与し、1974年11月11日まで同職にあった。
1976年5月10日から1977年1月23日まで外務大臣を務め、サッダーム・フセイン政権が成立すると、経済に精通していることから、1982年に経済担当副首相に任命される。
1991年3月23日、首相に就任。就任後は、複数政党制を盛り込んだ新憲法制定や情報公開、政府行政改革など、「上からの民主化」を推進。革命指導評議会の権限を内閣に移譲することや、民兵組織であるイラク人民軍の解体、国民の海外旅行自由化などが発表されたが、いずれも真の改革というよりは、形式的なものであり、湾岸戦争後に高まった国民の不満に対するガス抜き政策と見られている。
また、対クルド自治交渉を積極的に進め、クルド人政治犯の釈放を発表するなどの宥和姿勢を示し、91年4月にクルディスタン愛国同盟（PUK）との間に自治合意が成立。5月にはクルディスタン民主党（PDK）との間で、クルド自治問題に限らず、イラクの民主化も交渉の議題にすることで合意するなど、交渉が進展するかに思われたが、自治区の境界線をめぐる意見対立やPUKとPDKの交渉方針の違いなどがあり、交渉は停滞した。
それでも、ハンマーディーの下では、改革路線は維持されていたが、91年9月に実施されたバアス党地域大会でハンマーディーは、党地域指導部メンバーに再選されず落選した。これにより、9月13日にハンマーディーは首相を辞任した。　ハンマーディー落選の背景には、改革を巡るサッダームとの意見対立があったとされる。民主化に意欲的だったハンマーディーに対して、サッダームは「西欧民主主義」に懐疑的な演説を党大会でするなど、サッダームの元来の目的はイラクの民主化では無く、戦後の混乱を改革路線で乗りきり、自身の政権基盤を再強化することにあった。　実際、党大会の2週間後には、人事権が大統領に与えられ、権限が大幅に強化されている。
1996年3月、ハンマーディーは国会にあたるイラク国民議会選挙に立候補して当選し、同議会の議長に任命された。2003年4月9日のフセイン政権崩壊まで同地位にあった。
2003年5月9日、アメリカ軍によって拘束されるが、大量虐殺など旧政権の犯罪には関わっていなかったため、2004年2月に釈放された。その後は、イラク国外で生活し、ヨルダン、レバノン、ドイツを転々とし、2005年にカタールに移住した。
2007年3月14日、ドイツの病院で白血病のため死去した。